# Йодвмісні контрастні засоби
Йодвмісні контрастні засоби — лікарські речовини, що мають більш високий (рентгенопозитивні) коефіцієнт поглинання рентгенівського випромінювання відносно тканин організму і застосовуються при рентгенологічному дослідженні шляхом уведення їх у порожнини, тканини, судинне русло для посилення контрастності рентгенівського зображення. 
Для комп"ютерної томографії, ангіографії, урографії, холецистографії, мієлографії та інших різновидів цих діагностичних методів починаючи з 50-х років ХХ ст. все ширше використовуються органічні йодвмісні контрастні засоби. Серед них на сьогодні залежно від хімічної будови виділяють іонні та неіонні, мономірні та димерні йодвмісні рентгенконтрастні речовини. За результатами існуючих доклінічних і клінічних досліджень неіонні препарати порівняно з іонними мають більшу безпеку і кращу переносимість при клінічному застосуванні.

Збірна таблиця йодвмісних контрастних засобів.
| Хімічна будова   | Міжнародна назва              | Фірмові назви                                                             | В"язкість (мПа/сек, при 37 °C) | Осмолярність (мОсмоль/кг) | Тип за осмолярністю |
| Іонний мономер   | Амідотрізоат нарія/ меглюміну | Урографін 600, 760 Тріомбраст 600, 760 Тазограф 600, 760 Верографін Гіпак |                                | 1550-2100                 | Високоосмолярний    |
| Іонний димер     | Йоксаглова кислота            | Гексабрікс                                                                |                                | 580                       | Низькоосмолярний    |
| Неіонний мономер | Йопромід                      | Ультравіст 300                                                            | 4,7                            | 590                       | Низькоосмолярний    |
| Неіонний мономер | Йоверсол                      | Оптірей 300, 350                                                          | 5,0-6,1                        | 630-790                   | Низькоосмолярний    |
| Неіонний мономер | Йомепрол                      | Іомерон 300 - 400                                                         | 12,6                           | 726                       | Низькоосмолярний    |
| Неіонний мономер | Йопамідол                     | Томоскан 300,370" Йопаміро 370 Сканлюкс 370                               |                                | 796                       | Низькоосмолярний    |
| Неіонний мономер | Йогексол                      | Омніпак 140-350" Томогексол 300, 350 Юніпак 300, 350                      | 1,5-10,6                       | 290-780                   | Низькоосмолярний    |
| Неіонний димер   | Йодіксанол                    | Візіпак 320                                                               | 11,4                           | 290                       | Ізоосмолярний       |
| ---------------- | ----------------------------- | ------------------------------------------------------------------------- | ------------------------------ | ------------------------- | ------------------- |

### Інші препарати даної групи
Іонні мономери — похідні бензойної кислоти — діатризоат, йоталамат, йодамід, метризоат.
Іонні димери — похідні ариламіноацетиламідобензойної кислоти — йоксоглат (гексабрікс).
Триомбраст, суміш натрієвої та метилглюкамінової солей діатризоєвої кислоти. Препарат випускається у розчинах 60% та 76%. Застосовується при кардіоангіографії, аортографії, селективній ангіографії та урографії.
Йодамід випускається у вигляді — йодамід 300 та йодамід 380. Застосовується у тих же випадках що і триомбраст.
Метризамід, неіонний рентгеноконтрастний препарат.
Для ангіоурографії є йогексол, йопамидол, а з неіонних димерів — йодиксанол.